# Acrocercops amurensis
Acrocercops amurensis är en fjärilsart som beskrevs av Kuznetzov 1960. Acrocercops amurensis ingår i släktet Acrocercops och familjen styltmalar. Inga underarter finns listade i Catalogue of Life.